# Penisfutteral
Penisfutteral, ofte kaldet koteka eller sjældnere horim, er en penisskjuler, der traditionelt er blevet båret af de mandlige medlemmer af den oprindelige befolkning i det vestlige New Guinea og Melanesien for at dække deres genitalier. De fremstilles normalt af tørret kalabas Lagenaria siceraria, men andre planter som fx Nepenthes mirabilis bruges også. For at holde futteralet på plads, bruges en lille løkke, fremstillet af plantefibre, der hæftes til bunden og placeres rundt om scrotum. En anden løkke bindes omkring brystet eller bughulen og hæftes til det øverste stykke. Udformningen af futteralet bestemmes af de kulturelle traditioner i stammen; fx foretrækker Yalimænd en lang tynd udgave, hvorpå de kan fæste adskillige beholdere fremstillet af rotting; mænd Tiom foretrækker i stedet en dobbelt kalabas, der holdes oppe af et stykke stof, mellemrummet bruges til at opbevare mindre genstande som fx penge eller tobak. Traditionelt er penisfutteraler blevet båret uden andre former for tøj og i en oprejst position.

## Praksis
Et penisfutteral er en kulturel markør, og mange stammer kan skelnes på den måde de bærer dem. Nogle placerer dem, så de peger lige op, andre i en speciel vinkel, ligesom diameteren kan variere. Længden af futteralet er derimod ikke en markør for bærerens sociale status, den varierer i stedet i forhold til den funktion bæreren udfører; korte versioner bliver fx brugt i forbindelse med arbejde, mens lange versioner mest bruges under religiøse højtider. De kalabasser, der bruges til kotekaer i New Guinea, bliver som regel dyrket specielt til formålet. Stenvægte kan hæftes til planten for at øge længden, og liner kan bruges til give den en kurvet facon. Det er muligt at give kalabasser mange faconer på denne måde. Når de er høstet bliver kalabassen udhulet og tørret, og kan blive smurt ind i bivoks eller harpiks. Derpå bliver kotekaen i nogle tilfælde dekoreret.

## Forsøg på udryddelse
I 1971-1972 iværksatte Papua New Guineas regering "Operasi Koteka" ("Operation Penisfutteral") med det formål, at få befolkningen til at bære vestligt tøj i form af shorts og skjorter i stedet for den traditionelle beklædning, da det blev opfattet som mere "moderne." Store dele af befolkningen ejede imidlertid ikke mere end ét sæt tøj, havde ikke vaskemidler, og havde intet kendskab til hvordan man behandlede tøjet. Resultatet var at det uvaskede tøj forårsagede hudsygdomme. Der var også efterretninger om at mændene bruge deres shorts som hovedbeklædning, og kvinderne deres kjoler som bæreposer. [kilde mangler] Udenforstående har ofte forbundet brugen af penisfutteraler med udstilling af seksualitet; de lokale opfatter dem derimod som det modsatte, nemlig en måde at skjule deres kønsdele. Det er en af grundene til at kampagnerne for at udrydde skikken ikke har været succesrige mange steder.
Allerede i 1950’erne havde kristne missionærer forsøgt at ændre de lokale skikke ved at tvinge mændene til at bære shorts. Mange af Danimændene følte sig dog blottet uden deres penisskjuler, og de fortsatte derfor med at bære dem under bukserne, og lod deres koteka stikke ud. Efterhånden blev både missionernes og regerings forsøg opgivet. Vestlig beklædning er dog stadig obligatorisk i regeringsbygninger, og børn skal bære vestligt tøj når de er i skole. I kirker betragtes koteka imidlertid som acceptabelt.

## Anden brug
Specielle dekorative penisskjulere benyttes også i andre dele af New Guinea under traditionelle rituelle fester. De fremstilles normalt af udhulet kalabas eller vævede plantefibre, og dekoreres med fjer, perler, skaller fra porcelænsnegle og muslinger eller små stykker metal. De mest udsmykkede penisskjulere bliver hovedsageligt solgt som souvenirs til turister, og ligner derfor ikke dem, der normalt bruges i forbindelse med religiøse ceremonier. En penisskjuler kan også have en mere simpel form, og andre former har været benyttet i mange andre kulturer i alle dele af verden. Mange folkeslag i Oceanien, Afrika og Amerika har indtil for nylig brugt dem, eller bruger dem stadig. Blandt australske aboriginere bruger man i dag stadig skaller, kaldet Lonka Lonka. De bliver fæstet omkring genitalierne vha. et snoet bånd lavet af menneskehår. Skallerne bliver ofte indgraveret med geometriske mønstre og farvet med rød okker. I nogle sydamerikanske kulturer blev udskårne jadestykker eller andre sten brugt til piercing af huden på penis og scrotum. Denne praksis var primært af midlertidig rituel karaktér.

## Eksterne link
- Koteka Network Arkiveret 4. april 2009 hos  Wayback Machine